# 대한민국 민법 제428조
대한민국 민법 제428조는 보증채무의 내용에 대한 민법 채권법 조문이다.

## 조문
제428조(보증채무의 내용)
(1) 보증인은 주채무자가 이행하지 아니하는 채무를 이행할 의무가 있다.
(2) 보증은 장래의 채무에 대하여도 할 수 있다.

第428條(保證債務의 內容)
① 保證人은 主債務者가 履行하지 아니하는 債務를 履行할 義務가 있다.
②保證은 將來의 債務에 對하여도 할 수 있다.

## 사례
갑은 을이 병에게서 물품을 공급받아 거래함으로써 발생되는 물품대금채무에 관해 보증을 하면서 그 보증한도를 5천만 원으로 해서 연대보증한다는 의미의 보증계약서를 작성했는데 을과 병의 거래관계가 을의 물품대금이 연체됨으로 인해 해지되고 그 시점에서 을의 병에 대한 물품대금채무는 원금 및 지연손해금을 포함, 합계금 5천만 원을 초과하는데, 병은 갑에게 5천만 원을 변제하라고 청구한 후 갑이 그 변제를 지체하자 청구 이후의 지연손해금까지 청구하고 있다. 이 경우 민법 제428조에 따라 보증인 갑은 주채무에 대한 이자·지연손해금 등 부수채무 및 보증채무자체의 이행지체로 인한 지연손해금은 보증한도액과는 별도로 부담한다.

## 판례
- 근보증 계약서의 문언상 보증기간이나 보증한도액을 정함이 없이 회사가 부담하는 모든 채무를 보증하는 것으로 되어 있다 하더라도 그 보증을 하게 된 동기와 목적, 피보증채무의 내용, 거래의 관행등 제반사정에 비추어 당사자의 의사가 계약문언과 달리 일정한 범위의 거래의 보증에 국한 시키는 것이었다고 인정할 수 있는 경우에는 그 보증책임의 범위를 제한하여 새겨야 할 것이다. 회사의 이사가 그 이사라는 지위에 있었기 때문에 은행의 대출규정상 계속적 거래로 인하여 생기는 회사의 채무에 대하여 연대보증을 하게 된 것이고, 은행은 거래시마다 그 당시 회사의 이사등의 연대보증을 새로이 받아 왔다면, 은행과 이사 사이의 연대보증 계약은 보증인이 회사의 이사로 재직중에 생긴 채무만을 책임지우기 위한 것이라고 보아야 할 것이다[2].

- 보증한도액을 정한 보증에 있어서는 그 한도액을 주채무의 원금암을 기준으로 정한 것인지 아니면 주채무에 대한 이자·지연손해금 등 부수채무까지 포함해 정한 것인지의 여부는 먼저 계약당사자의 의사에 따라서 결정해야 하나 특별한 약정이 없으면 그 한도액은 주채무에 대한 이자·지연손해금 등 부수채무까지 포함해 정한 것으로 보아야 한다[3].

### 보증채무 자체의 이행지체로 인한 지연손해금은 보증한도액과는 별도로 부담하는 것인지
- 보증채무는 주채무와의 별개의 채무이기 때문에 보증채무자체의 이행지체로 인한 지연손해금은 보증한도액과는 별도로 부담하고 이 경우 보증채무의 연체이율에 관해 특별한 약정이 없는 경우라면 그 거래행위의 성질에 따라 상법 또는 민법에서 정한 법정이율에 따라야 하며 주채무에 관해 약정된 연체이율이 당연히 여기에 적용되는 것은 아니지만, 특별한 약정이 있다면 이에 따라여 한다[4].

- 헌법재판소는 "보증계약의 당사자인 채권자와 보증인은 자신들의 의사에 따라 보증채무의 내용을 자유롭게 정할 수 있으므로，이 사건 법률조항이 사적 자치의 원칙에 위반된다고 볼 수 없다"하여 보증인에게 주채무자가 이행하지 않는 채무를 갚을 의무를 지운 민법 제428조 등이 헌법상 사적자치권과 재산권 등을 침해한다며 이모씨가 청구한 헌법소원심판에서 재판관 8(합헌) 대 1(각하) 의견으로 합헌 결정했다.[5]

## 같이 보기
- 보증
- 보증계약
- 보증보험